# México (альбом Хулио Иглесиаса)
México («Мексика») — студийный альбом испанского певца Хулио Иглесиаса, выпущенный в 2015 году на лейбле Sony Music. Он достиг первого места в Productores de Música de España (PROMUSICAE). Также релизу удалось попасть и в европейские чарты. Отдельно выпущенный сингл «Fallaste corazón», являющийся кавер-версией песни мексиканского певца и актёра Педро Инфанте, занял первое место в чартах Испании.

## Список композиций
1. «Usted» (3:28)
2. «Júrame» (4:07)
3. «Ella» (3:46)
4. «Fallaste corazón» (4:00)
5. «Sway» (3:30)
6. «Amanecí en tus brazos» (3:17)
7. «Échame a mí la culpa» (Версия 2015 года) (3:32)
8. «Juan Charrasqueado» (3:45)
9. «Y nos dieron las diez» (4:48)
10. «La media vuelta» (3:18)
11. «Se me olvidó otra vez» (3:01)
12. «México lindo» (2:46)
13. «Quién será» (Бонус-трек) (2:43)

## Позиция в чартах
| Чарт (2015)                      | Позиция |
| -------------------------------- | ------- |
| Бельгия/Фландрия (Ultratop)      | 63      |
| Бельгия/Валлония (Ultratop)      | 26      |
| Нидерланды (Album Top 100)       | 64      |
| Франция (SNEP)                   | 140     |
| Португалия (AFP)                 | 9       |
| Испания (PROMUSICAE)             | 1       |
| США (Billboard Top Latin Albums) | 2       |
| США (Billboard Latin Pop Albums) | 1       |